# Creusa (mãe de Hipseu)
Segundo a Nona Ode Pítica, de Píndaro, Creusa (do grego antigo Κρέουσα, transl. Kréousa) ou Filira era uma filha de Gaia (a Terra). Foi sacerdotisa de sua própria mãe. Casou-se com o deus do rio Peneu, filho de Oceano e Tétis,  e lhe deu um filho, Hipseu, e uma filha, Stylbê, com quem Apolo teve os filhos Lapithes e Centaurus Algumas lendas incluem também Dafne como sua filha. 
Hipseu teve uma filha chamada Cirene. Quando um leão atacou um rebanho de ovelhas de seu pai, Cirene enfrentou o leão com coragem e Apolo viu a proeza. Imediatamente se apaixonou por ela e a raptou. Levou-a para a Líbia,  onde ela deu à luz Aristeu. No local onde Aristeu nasceu, Apolo, mais tarde, fundou a cidade de Cirene Também a região, Cirenaica, deriva de seu nome.